# Močiar (přírodní rezervace)
Močiar je přírodní rezervace v katastrálním území obce Stankovany v okrese Ružomberok v Žilinském kraji na Slovensku. Chráněné území bylo vyhlášeno v roce 1993 a jeho rozloha je 8,16 hektaru. Předmětem ochrany je ploché štítové travertinové útvary s pestrými slatinnými společenstvy rostlin, z nichž některé patří k silně a kriticky ohroženým druhům.